# Gerichtssendung
Die Gerichtssendung (auch „Gerichtsshow“) ist ein Rundfunkgenre, das sich mit fiktionalen oder nachgestellten echten Gerichtsfällen befasst und sich in Deutschland zeitweise großer Beliebtheit erfreute.

## Allgemeines
In Deutschland sind Ton- und Bildaufnahmen in deutschen Gerichten bei Verhandlungen – mit Ausnahme der Schiedsgerichtsverhandlungen und Verhandlungen vor dem Bundesverfassungsgericht – verboten. Deshalb werden in den Gerichtssendungen entweder echte Fälle nachgestellt oder fiktive, oft unrealistische Fälle inszeniert. Gerichtsshows erzielten insbesondere ab 1999 hohe Einschaltquoten und werden hauptsächlich auf Sendeplätzen am Nachmittag ausgestrahlt.
Nach § 169 GVG ist die Verhandlung vor dem erkennenden Gericht einschließlich der Verkündung der Urteile und Beschlüsse zwar öffentlich. Doch sind nach Satz 2 dieser Bestimmung „Ton- und Fernseh-Rundfunkaufnahmen sowie Ton- und Filmaufnahmen zum Zwecke der öffentlichen Vorführung oder Veröffentlichung ihres Inhalts unzulässig“. Im Falle von Egon Krenz vor dem Landgericht Berlin hatte das Bundesverfassungsgericht noch einmal bekräftigt, dass die sitzungspolizeiliche Gewalt (§ 176 GVG) vom vorsitzenden Richter vor allem während der Gerichtsverhandlung ausgeübt wird, um ein geordnetes Verfahren, also auch die Beachtung der für das Verfahren maßgeblichen gesetzlichen Regelungen, zu sichern. Setzt der Vorsitzende das in § 169 Satz 2 GVG enthaltene gesetzliche Verbot von Ton- und Fernseh-Rundfunkaufnahmen innerhalb der Verhandlung durch und sorgt er dadurch für die Befolgung des Gerichtsverfassungsrechts, so greift er nicht in den Schutzbereich des Grundrechts der Rundfunkfreiheit ein. Bild- und Tonaufnahmen sind nur vor Beginn der Hauptverhandlung bis zum Aufruf der Sache zulässig.

## Geschichte

### Vorläufer
Das Gericht zieht sich zur Beratung zurück war eine 79-teilige Hörfunksendung, die zwischen 1952 und 1956 zunächst vom Nordwestdeutschen Rundfunk und nach dessen Spaltung vom Norddeutschen Rundfunk ausgestrahlt wurde. Das deutsche Fernsehen griff das Genre mit der Sendung Das Fernsehgericht tagt auf. Die Fernsehserie wurde erstmals am 26. März 1961 und letztmals am 19. Oktober 1978 vom Ersten ausgestrahlt. Produzierende Anstalt war der Norddeutsche Rundfunk. Es wurden jeweils reale Fälle anhand von Gerichtsakten in gespielten Gerichtsverhandlungen nachgestellt. Als Richter fungierte ein pensionierter Amtsrichter. Staatsanwalt und Verteidiger wurden von noch praktizierenden Berufskollegen, Angeklagte und Zeugen von Schauspielern dargestellt. Die Fälle – vom Betrug und Diebstahl bis zum Mord – wurden anfangs in drei, später in zwei und am Ende in einer Sendung abgehandelt.
In der zwischen Januar 1969 und Januar 1972 ausgestrahlten ZDF-Fernsehserie Königlich Bayerisches Amtsgericht wurden hingegen vollständig fiktive Fälle ohne Anspruch auf Realitätsnähe präsentiert. Vielmehr wurden die Verhältnisse der „guten alten Zeit“ des Königreichs Bayern in komödiantisch-idealisierender Weise dargestellt. Es wurde ohne größere Rücksichtnahme auf das Verfahrensrecht verhandelt, und es kam regelmäßig zu überraschenden Wendungen und gütlichen Einigungen zum allgemeinen Wohlgefallen.

### Ära des ZDF
Nachdem das Erste das Fernsehgericht eingestellt hatte, waren bis 1999 Gerichtssendungen nur noch im ZDF zu sehen. Der erste Fall im ZDF wurde am 10. Juni 1970 in Ehen vor Gericht verhandelt. Die diesmal fiktiven Fälle bezogen sich ausschließlich auf Eheprobleme. Die Sendung wurde nach 89 Folgen am 25. März 1999 eingestellt.
Die Serie Wie würden Sie entscheiden? startete am 11. Februar 1974 mit Gerd Jauch und folgte dem Konzept des Fernsehgerichtes der ARD. Allerdings wurden die Fälle erst durch Abstimmung des Publikums und dann vom Richter entschieden. Die Ergebnisse wurden anschließend verglichen und diskutiert. Diese Sendung wurde am 12. Juli 2000 nach 165 Folgen eingestellt.
Ab dem 25. Oktober 1983 sendete das ZDF Verkehrsgericht. In dieser Sendung wurde erst das Unfallgeschehen gezeigt und anschließend wurden die fiktiven Fälle im Gericht verhandelt. Das Verkehrsgericht wurde am 1. Dezember 2001 nach 68 Folgen eingestellt.
Mit Streit um drei läutete das ZDF am 12. April 1999 das neue Format der Nachmittagsgerichtsshows ein. Folgten die abends ausgestrahlten Gerichtssendungen noch dem Ziel der Vermittlung von Rechtskenntnissen und Einblick in die Arbeit der Justiz, steht bei den Nachmittagsgerichtsshows der Unterhaltungswert im Mittelpunkt. In Streit um Drei handelten die Fälle zumeist von Nachbarschaftsstreitigkeiten und kleineren Delikten, die von den Richtern Eugen Menken und später Guido Neumann im Amtsgericht, sowie Ulrich Volk im Arbeitsgericht entschieden wurden. Moderator Ekkehard Brandhoff führte bis zum Ende der Serie am 4. April 2003 durch die Sendung. Er befragte Kontrahenten und Publikum und ließ anschließend den ZDF-Rechtsexperten Wolfgang Büser Vergleichsurteile zitieren.

### Weiterentwicklung der Privaten
Sat.1 nahm ab 27. September 1999 das Format der Gerichtssendung mit Richterin Barbara Salesch auf und setzte dabei noch stärker auf Unterhaltung und Showeffekte. Ursprünglich war die Gerichtsshow von Richterin Barbara Salesch eine Schiedsgerichtsverhandlung. Für Schiedsgerichtsverhandlungen gilt das Verbot von Ton- und Bildaufnahmen nicht. Daher konnten echte Fälle mit wirklichen Betroffenen verhandelt werden. Eine breite öffentliche Aufmerksamkeit erlangte das Format vor allem, als Stefan Raab aus dem Originalton des Wortes „Maschendrahtzaun“, das am 12. Oktober 1999 im Verlauf einer schiedsgerichtlichen Verhandlung in der Gerichtsshow Barbara Saleschs fiel, einen Nummer-eins-Hit komponierte. Allerdings sind Schiedsgerichtsverfahren auf zivilrechtliche Auseinandersetzungen beschränkt und nur mit Zustimmung aller Prozessparteien erlaubt. Die „Quotenbringer“ Raub, Vergewaltigung und Mord waren damit von den Verhandlungen ausgenommen. Auch die komplexen zivilen Rechtsfragen waren für den fachfremden Zuschauer schwerer zu verfolgen als die meist beweislastige Schuldfrage in Strafrechtsfällen; zudem waren die Produzenten darauf angewiesen, welche Fälle vorkamen und für welche sie dann auch die Erlaubnis der Betroffenen zur Aufzeichnung erhielten, so dass der Inhalt der Sendung kaum auf das Publikumsinteresse hin planbar war. Daher wurde das Format der Sendung ab Oktober 2000 auf eine (Straf-)Gerichtsshow mit Laiendarstellern geändert. Zunächst mit geringen Einschaltquoten gestartet (nur acht Prozent Marktanteil), erreichte die Sendung erst nach Umstellung auf geschriebene Fälle aus dem Strafrecht über 30 Prozent Marktanteil.
Die Beliebtheit der Gerichtssendung hatte zur Folge, dass zeitweilig im deutschen Fernsehen bis zu sechs verschiedene Gerichtsshow-Formate – vor allem in Sat.1 und RTL – konkurrierten; die Sender gingen schließlich dazu über, die Sendungen jeweils zeitlich versetzt auszustrahlen, d. h. nach dem Ende einer Sendung begann auf einem anderen Kanal eine weitere. Somit konnten Zuschauer von Mittag bis in den frühen Abend hinein durchgehend diesem Genre folgen. Die erfolgreichsten Vertreter des Genres sind Richter Alexander Hold (Sat.1, seit 2001) und Richterin Barbara Salesch der Kölner Film- und Fernsehproduktion filmpool, welche auch die Sendungen Das Jugendgericht und Das Familiengericht produziert hat.

### Revival ab 2022
Mitte der 2010er Jahre war die Zahl der Gerichtssendungen allerdings wieder deutlich zurückgegangen, stattdessen versuchten die Sender abgewandelte Formate zu entwickeln: Seit März 2003 haben mehrere der Gerichtsshows Ableger entwickelt. Staats- oder Rechtsanwälte, die im Gerichtssaal auftraten, bekamen eigene Fernsehserien. Diese Sendungen sind an herkömmliche Kriminalserien angelehnt, versuchen jedoch mit Kameraeinstellungen und -führungen den Anschein versteckter Kameras und damit einen (pseudo-)Reality-TV-Eindruck zu erwecken (wie z. B. bei Lenßen & Partner).
Dennoch liefen alte Folgen nach wie vor erfolgreich in der Wiederholung. Im Juni 2022 kündigte RTL an, mit Barbara Salesch eine neue Gerichtssendung an den Start zu bringen. Wenige Wochen später wurde auch eine Neuauflage des Formats Das Strafgericht mit dem ehemaligen Fernsehrichter Ulrich Wetzel angekündigt. Barbara Salesch startete im September 2022 zunächst vormittags um 11 Uhr, wurde aber nach wenigen Wochen auf den Sendeplatz um 15 Uhr verlegt, den sie bereits bei Sat.1 innehatte. Derzeit (November 2022) laufen täglich um 15 Uhr neue Folgen von Barbara Salesch und im Anschluss ab 16 Uhr neue Folgen von Ulrich Wetzel auf RTL.

## Inhalt und Aufbau
In einer Gerichtsshow werden frei erfundene Fälle in einer fiktiven Verhandlung vor einem Straf- oder einem Zivilgericht nachgestellt. Es handelt sich meist um Strafverfahren. Am Ende der Sendung verkündet der Richter ein Urteil. In der Regel wird aufgeklärt, mit welchen Strafmaßnahmen Dritte, die an der TV-Verhandlung etwa als Zeuge teilnahmen, und denen eine Schuld nachgewiesen werden konnte, rechnen müssen.
Die „Fernseh-Rechtskundigen“ (Richter, Verteidiger, Staatsanwalt etc.) in den Gerichtsshows sind meist echte Juristen und besitzen die nötige Ausbildung und Praxis. Die übrigen Personen sind allesamt Laiendarsteller, selten auch Prominente. Alle Darsteller haben sich an ein Drehbuch zu halten (Scripted Reality), wobei, damit die Darsteller authentisch wirken, der Text nicht wortwörtlich, sondern lediglich sinngemäß wiedergegeben werden muss. Kleine Versprecher und die meist echte Nervosität der Laiendarsteller sind erwünscht und erhöhen die Authentizität. Eine Sendung einer Gerichtsshow mit mehreren Fällen dauert meistens eine halbe oder eine ganze Stunde.

### Wirklichkeitsnähe
Mit der Realität in deutschen Gerichtssälen haben die Fernsehgerichtsshows nur wenig zu tun. Gerade in Fällen mit kompliziertem Sachverhalt zieht sich die Hauptverhandlung oft über mehrere Tage oder gar Monate hin und ist keinesfalls in einer knappen Stunde abgehandelt. Echte Prozesse sind deutlich sachlicher und distanzierter; spontane Gefühlsausbrüche, wütendes Geschrei, wilde Dialoge zwischen Prozessbeteiligten, ungefragte Äußerungen oder gar Zwischenrufe aus dem Publikum, wie sie in Gerichtsshows normal sind, duldet kein Richter. Dem Richter obliegt nach § 176 GVG die Aufrechterhaltung der Ordnung in der Sitzung. Dies kann nach § 177 GVG damit durchgesetzt werden, dass „Parteien, Beschuldigte, Zeugen, Sachverständige oder bei der Verhandlung nicht beteiligte Personen, die den zur Aufrechterhaltung der Ordnung getroffenen Anordnungen nicht Folge leisten, aus dem Sitzungszimmer entfernt sowie zur Ordnungshaft abgeführt“ werden können. Machen sich diese Parteien in der Sitzung einer Ungebühr schuldig, so kann nach § 178 Abs. 1 GVG vorbehaltlich der strafgerichtlichen Verfolgung ein Ordnungsgeld bis zu 1.000 Euro oder Ordnungshaft bis zu einer Woche festgesetzt und sofort vollstreckt werden. Dass es während der Hauptverhandlung zu einer dramatischen Wende des Sachverhalts kommt und sich Zeugen plötzlich als wahre Täter entpuppen, ist in Gerichtsshows sehr häufig der Fall, kommt in der Realität aber nur selten vor, da die Staatsanwaltschaft vor Erhebung einer Anklage mit Hilfe der Polizei oder anderer Strafverfolgungsbehörden den Sachverhalt ausermittelt, also vor allem auch die Beweislage intensiv aufklärt. Im Übrigen machen die in den Gerichtsshows verhandelten Delikte (überwiegend Tötungs- und Sexualstrafsachen) nur einen verschwindend geringen Anteil am täglichen deutschen Gerichtsalltag aus. Zudem sind die an den Fernsehprozessen beteiligten Personen überdurchschnittlich häufig Angehörige einer Randgruppe, etwa Prostituierte und Obdachlose. Umgekehrt sind die wahren Täter entgegen der tatsächlichen Situation überdurchschnittlich häufig Personen aus höheren gesellschaftlichen Schichten.
Die Drehbücher ähneln sich vom Spannungsaufbau sehr häufig. Auffällig häufige Motive sind unter anderem:
- Mitten in die Verhandlung platzt ein Zeuge, der den Saal betritt und die Verhandlung unterbricht, dabei dem Fall eine Wendung gibt und alles aufklärt oder zumindest zur Aufklärung beiträgt (vgl. antike dramaturgische Figur deus ex machina).
- In einem emotionalen Ausbruch platzt der (wahre) Täter mehr oder weniger freiwillig mit einem Geständnis heraus („Ich hätte damals noch fester zuschlagen sollen“, „Ich wollte dir nichts tun, es war ein Versehen“).
- Ein Mitarbeiter des Verteidigers, oft „private Ermittler“, recherchieren und legen gegen Ende der Verhandlung neue Beweise vor, die den Täter überführen. Gerade dies ist sehr unrealistisch, da ein Strafprozess in der Regel unterbrochen werden würde, wenn neue Beweise zu erwarten wären. Zudem ist es generell unwahrscheinlich, dass die Staatsanwaltschaft Beweise übersieht, die von einem privaten Ermittler problemlos aufgedeckt werden können.
- Ein Zeuge erinnert sich während der Verhandlung an ein entscheidendes Detail, das er zunächst für nicht wichtig hielt, dem Fall aber schließlich eine entscheidende Wende verleiht. Dies ist besonders unrealistisch, da sich in Wirklichkeit die Fragen des Richters in der Regel mit den Fragen während der vorausgegangenen polizeilichen Befragung decken.

### Kritik
Kritisiert wird häufig die oben beschriebene wirklichkeitsferne Darstellung, die insbesondere unkundigen Zuschauern ein unrealistisches Bild der deutschen Justiz vermittelt. Dennoch ist das Bild der deutschen Gerichtsbarkeit unter den Zuschauern heute realistischer als vor der Einführung der Gerichtsshows, da das Bild vormals von demjenigen US-amerikanischer Gerichte aus diversen Fernsehprogrammen dominiert wurde („Einspruch, Euer Ehren!“, Geschworene). Ebenfalls kritisiert wird die übertrieben klischeehafte Darstellung der am Prozess beteiligten Personen, gerade von Ausländern, Prostituierten und Obdachlosen, die dem Zuschauer ein falsches Bild vermittelt. Der ehemalige Richter des Bundesverfassungsgerichts Winfried Hassemer sagte in der Zeitung Die Woche, dass „die bekannten Kränkungen armseliger Menschen vor einer still feixenden Öffentlichkeit nun noch die Weihe einer 'Entscheidung' bekommen.“ Diese Gerichtsshows seien ein „Schlag in die Magengrube“.

#### Rückwirkung der Shows auf echte Gerichtsverhandlungen
Beeinflusst durch die Dramaturgie und die Stilelemente der Gerichtsshows glauben mittlerweile Fernsehzuschauer nicht selten, Gerichtsverhandlungen seien aggressiv, hoch emotional und ereignisintensiv. Mittlerweile ist nach Aussagen von Richtern das Phänomen zu beobachten, dass sich Prozessbeteiligte und Zuschauer so verhalten, wie sie dies in den Shows vorgespielt bekommen. Dies äußert sich vor allem in einer Zunahme von Zwischenrufen, lautstarken Meinungsäußerungen und Gefühlsausbrüchen, die es vor Aufkommen der Shows in dieser Form nicht gab. Vom Richter zurechtgewiesen, rechtfertigen sich die Zwischenrufer teilweise mit Hinweisen auf Gerichtsshows, etwa auf Richterin Barbara Salesch, bei der man dies schließlich auch dürfe.

## Gerichtssendungen im deutschsprachigen Hörfunk
| Sendung                                           | Sender   | Laufzeit         |
| ------------------------------------------------- | -------- | ---------------- |
| Das Gericht zieht sich zur Beratung zurück        | NWDR/NDR | 1952–1956        |
| Anwalt Gordon Grantley plaudert aus seiner Praxis | WDR      | 1956–1957        |
| Gordon Grantley                                   | WDR      | 1959, 1961, 1964 |
| Das Gericht zieht sich zur Beratung zurück        | SR       | 1960–1961        |
| Urteilen Sie selbst!                              | RB       | 1968             |

## Gerichtssendungen im deutschsprachigen Fernsehen
| Sendung                                                        | Sender    | Laufzeit             |
| -------------------------------------------------------------- | --------- | -------------------- |
| Das Fernsehgericht tagt                                        | Das Erste | 1961–1978            |
| Königlich Bayerisches Amtsgericht                              | ZDF       | 1969–1972            |
| Ehen vor Gericht                                               | ZDF       | 1970–2000            |
| Wie würden Sie entscheiden?                                    | ZDF       | 1974–2000            |
| Verkehrsgericht                                                | ZDF       | 1983–2001            |
| Streit um drei                                                 | ZDF       | 1999–2003            |
| Richterin Barbara Salesch                                      | Sat.1     | 1999–2012            |
| Das Jugendgericht 2001–2005: Ruth Herz, 2005–2007: Kirsten Erl | RTL       | 2001–2007            |
| Richter Alexander Hold                                         | Sat.1     | 2001–2013            |
| Ulrich Wetzel – Das Strafgericht 2002–2008: Das Strafgericht   | RTL       | 2002–2008, seit 2022 |
| Das Familiengericht                                            | RTL       | 2002–2007            |
| Barbara Salesch – Das Strafgericht                             | RTL       | seit 2022            |
| Ulrich Wetzel – Das Jugendgericht                              | RTL       | seit 2023            |

## Gerichtssendungen in den USA
Während Gerichtsshows inszeniert sind, handelt es sich bei Gerichtssendungen (im engeren Sinne) um die Aufzeichnung tatsächlich stattfindender Gerichtsverfahren. Da in den USA seit dem 26. Januar 1981 Kameras während der Verhandlungen erlaubt sind, werden neben fiktiven insbesondere echte Verhandlungen und Urteile live ausgestrahlt. Seit dem 14. September 1981 lief die Gerichtsshow The People’s Court mit nachgespielten echten Fällen. Den Höhepunkt bildete das am 2. Juli 1991 gegründete Court-TV (seit 1. Januar 2008: TruTV), das 1994 bei der Live-Übertragung des Freispruches von O. J. Simpson über 80 Millionen Zuschauer hatte.
Daneben werden Sendungen wie Judge Judy (ab September 1996) oder Judge Joe Brown (September 1998) als Schiedsgerichtsverhandlungen ausgestrahlt. Diese sind keine echten Gerichtsverhandlungen, sondern Schiedsverhandlungen, bei denen durch Urteil zugesprochene Geldsummen von der Produktionsfirma, anstatt von der unterlegenen Partei, bezahlt werden.
Auch im Internet sind US-amerikanische Gerichtssendungen mittlerweile sehr populär, ein Beispiel dafür ist Caught in Providence mit Richter Frank Caprio, die Sendung startete 2015.